# Commissariat à l’énergie atomique et aux énergies alternatives

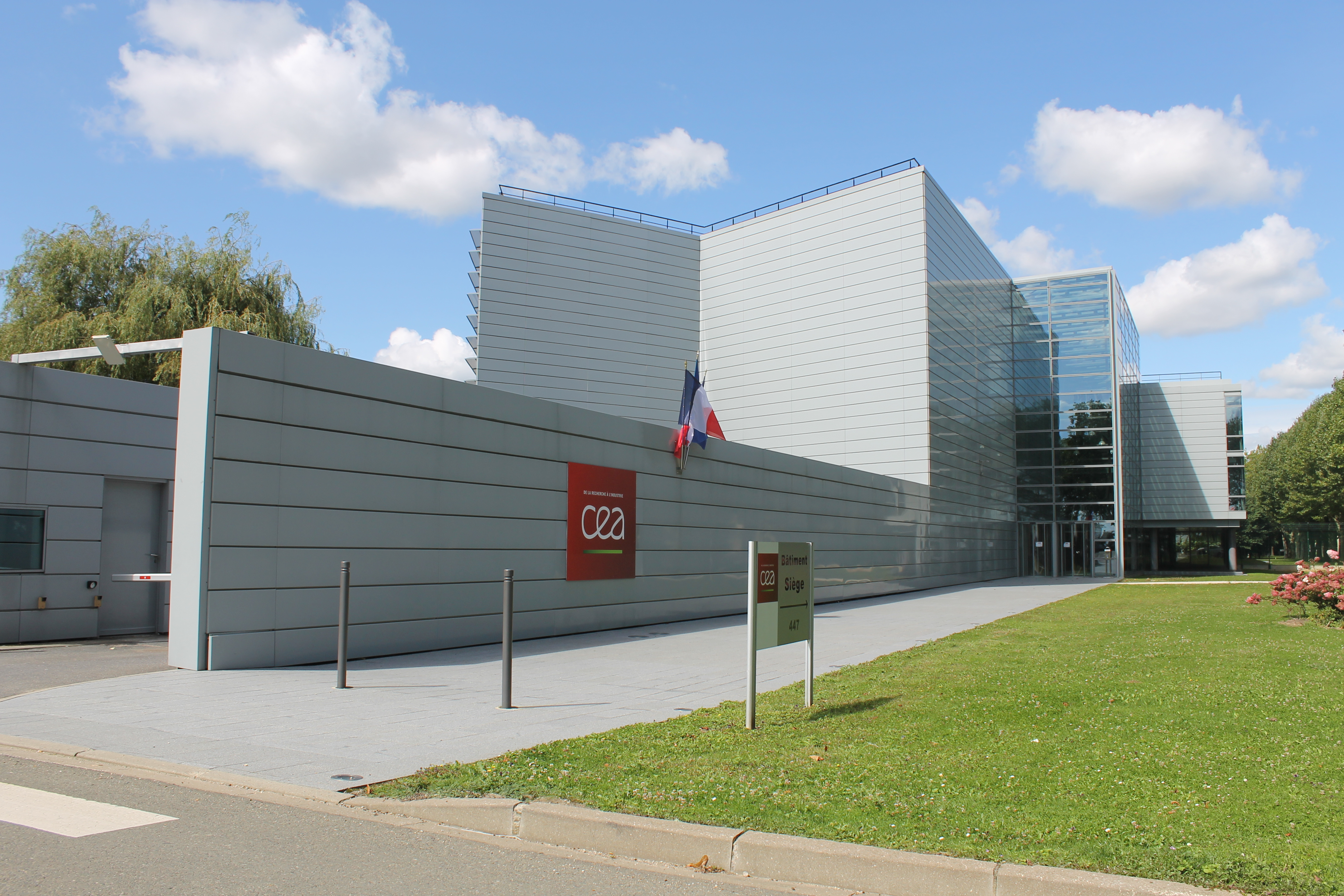
A cég székhelye

A Commissariat à l'énergie atomique et aux énergies alternatives, korábbi nevén Commissariat à l'Énergie Atomique (magyarul: Atomenergia-bizottság), rövidítve CEA, a nukleáris energia ipari és kereskedelmi alkalmazásának kutatásával foglalkozó alapítvány Franciaországban. A CEA-t egy bizottság irányítja, melynek jelenlegi elnöke Bernard Bigot. Az elnök tanácsadója az atomenergiai főbiztos (jelenleg Catherine Cesarsky). Az alapítványnak mintegy 15 000 állandó alkalmazottja van, a francia állam évi 3,3 milliárd eurós költségvetési keretet biztosít a tevékenységéhez.
A CEA-t 1945-ben alapították. Az évek során a következő személyek töltötték be az elnöki pozíciót: Frédéric Joliot-Curie, Francis Perrin, Jacques Yvon, Jean Teillac, Raoul Dautry, René Pellat, Bernard Bigot (jelenlegi elnök).
Több tudományos szférában végeznek kutatásokat, többek között: nukleáris reaktor tervezése, integrált áramkör gyártása, radionukleidok gyógyászati felhasználása, szeizmológia és cunami-modellezés, számítógép-hálózatok biztonsága, stb.
A világ egyik leggyorsabb számítógépe működik itt, a Tera-10.
Öt osztályra van felosztva:
- nukleáris energia osztály (DEN)
- technológiai kutatások (DRT)
- élettudományok (DSV)
- az anyag tanulmányozása (DSM)
- katonai alkalmazások osztálya (DAM), mely a francia katonaság számára fejleszt az atomfegyvereket és a francia haditengerészet tengeralattjárói számára tervezi a nukleáris reaktorokat.

2009 decemberében Nicolas Sarkozy francia elnök kijelentette, hogy a CEA neve meg fog változni Commissariat à l’énergie atomique et aux énergies alternatives névre („Atom- és alternatív energia-bizottság”).